# Lipovu
Lipovu è un comune della Romania di 3 276 abitanti, ubicato nel distretto di Dolj, nella regione storica dell'Oltenia.
Il comune è formato dall'unione di 2 villaggi: Lipovu e Lipovu de Sus.